# Vars (Provenza-Alpi-Costa Azzurra)
Vars è un comune francese di 661 abitanti situato nel dipartimento delle Alte Alpi della regione della Provenza-Alpi-Costa Azzurra. Altitudine 1700 metri (villaggio).

## Sport
La principale attrattiva di Vars è rappresentata dallo sci alpino, con numerosi impianti ben strutturati.
Una particolarità è rappresentata dalla pista di Chabrières preparata appositamente per il chilometro lanciato, con una pendenza molto ripida (massimo del 98%, un angolo vicino a 45 °). Su questa pista, Simon Billy ha stabilito il record mondiale di velocità il 22 marzo 2023 raggiungendo i 255,500 km/h.

## Società

### Evoluzione demografica
Abitanti censiti

## Curiosità
Il comune di Vars viene citato dallo scrittore francese Hector Malot nel suo noto romanzo per ragazzi Senza famiglia del 1878, come una delle tappe principali del percorso di strada del piccolo Rèmi, il trovatello protagonista della storia, insieme all'amico violinista Mattia, con cui condivide con coraggio la fatica quotidiana della sopravvivenza esistenziale, attraverso borgate e villaggi delle Alte Alpi francesi [3].